# Mu Cassiopeiae
Mu Cassiopeiae (Marfak, 30 Cassiopeiae) é uma estrela na direção da constelação de Cassiopeia. Possui uma ascensão reta de 01h 08m 12.92s e uma declinação de +54° 55′ 27.2″. Sua magnitude aparente é igual a 5.17. Considerando sua distância de 25 anos-luz em relação à Terra, sua magnitude absoluta é igual a 5.78. Pertence à classe espectral G5VIp/M5V.